# Ramaskrig
Ramaskrig er i vore dage et udtryk for en bred folkelig forargelse, eller for en protest, som udtrykkes af en gruppe. Eksempler: "Hans udtalelser udløste et ramaskrig" i betydningen forargelse, eller "Den urimelige dom udløste et ramaskrig" i betydningen protest.

## Udtrykkets oprindelse
Udtrykket stammer fra den bibelske profeti om Rakel fra Rama, der græd for sine børn (Jer 31,15). Rakel var patriarken Jakobs yndlingshustru. Rakel fremstilles ofte som en grædende kvinde, der savner sine børn. Rama er i øvrigt et ikke ualmindeligt stednavn i Israel.
Rakels sorg nævnes også som profetisk i en anden bibelsk beretning, nemlig Matthæusevangeliets beretning om barnemordet i Betlehem, hvor Herodes den Store – for at ramme Jesus – slår alle drengebørn under 2 år ihjel (Matt 2,17). 